# Opinions de Sigmund Freud sur l'homosexualité

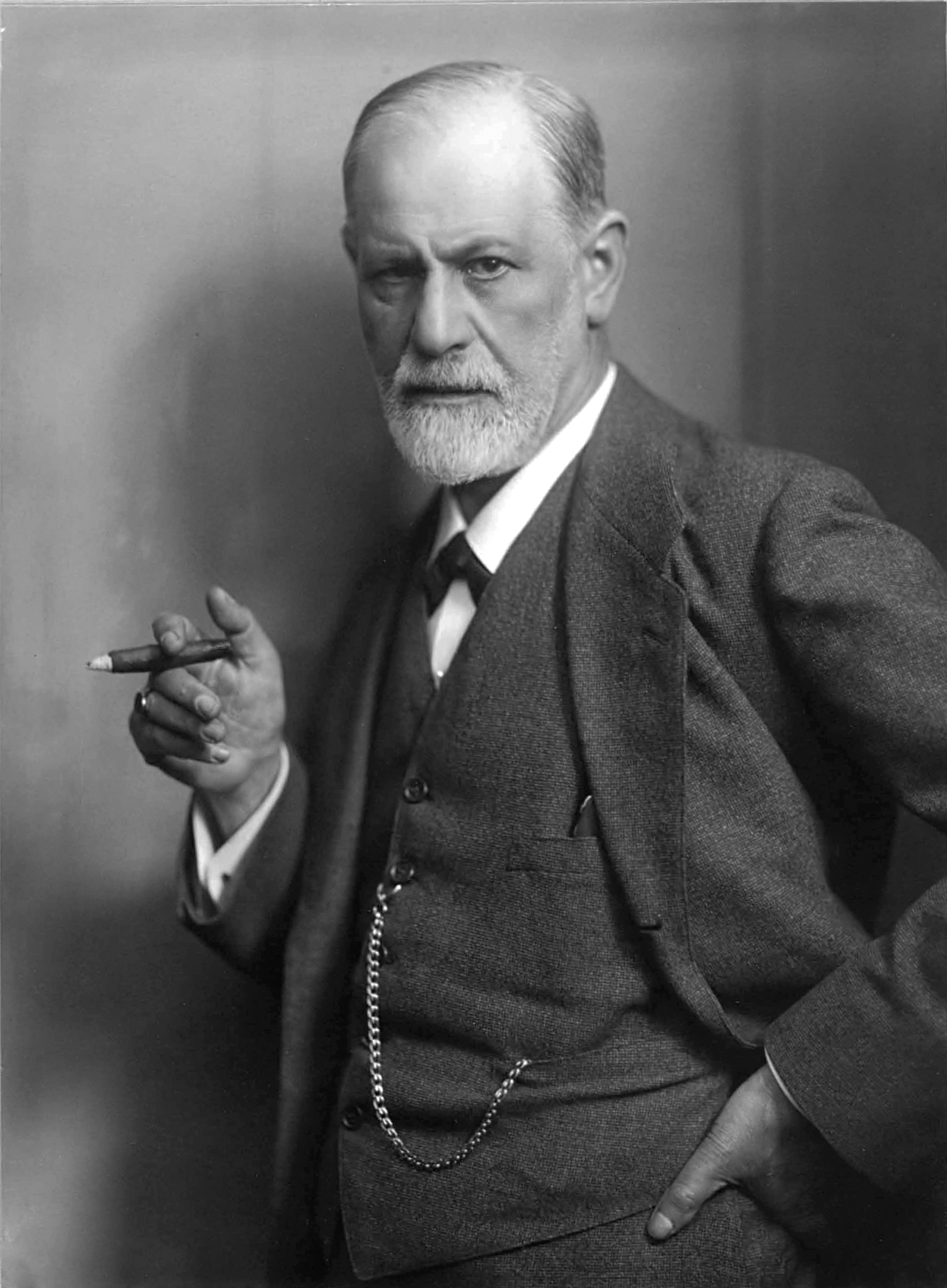
Portrait de Sigmund Freud.

Les opinions de Sigmund Freud sur l'homosexualité attribuent des facteurs biologiques et psychologiques pour en expliquer les principales causes. Freud croit que les humains naissent avec des pulsions libidinales sexuelles non focalisées et soutient donc que l'homosexualité pourrait être une déviation.

## Hypothèses physio-pathologiques
Les articles les plus importants de Freud sur l'homosexualité sont publiés dans Trois essais sur la théorie sexuelle (1905) et dans De quelques mécanismes névrotiques dans la jalousie, la paranoïa et l'homosexualité (1922).

### Causes envisagées
Freud croit que tous les humains naissent bisexuels, ce qui signifie que tout le monde serait sexuellement attiré par les deux sexes. Selon lui, puisqu'on retrouve anatomique des caractéristiques partagées par les deux sexes, cette dualité serait aussi mentale et psychologique. L'hétérosexualité et l'homosexualité se développeraient à partir de cette disposition bisexuelle originelle.
Freud considère donc que l'homosexualité serait due à une anomalie du développement psycho-affectif. À partir de cas cliniques, il envisage plusieurs causes : une fixation narcissique dans l'enfance qui marquerait l'arrêt du développement sexuel chez le garçon, une fixation au stade anal ou phallique, un complexe d'Œdipe inversé, l'absence du père... Il mentionne également une expérience hétérosexuelle pénible : « Ces cas sont particulièrement intéressants dans lesquels la libido se transforme en un objet sexuel inversé après une expérience pénible avec un objet normal ».

### Considérations sur le caractère pathologique de l'homosexualité
Freud semble avoir été indécis sur la pathologisation de l'homosexualité. Il a exprimé des points de vue contradictoires sur cette question à différents moments et dans différentes parties de son travail. Freud emprunte fréquemment le terme « inversion » à ses contemporains pour décrire l'homosexualité qui, selon lui, est distinct des perversions nécessairement pathologiques, et suggère que plusieurs types distincts puissent exister, avertissant que ses conclusions à ce sujet sont fondées sur un petit échantillon de patients qui n'est pas nécessairement représentatif,.
Pour Sylvain Tousseul, Freud ne considère pas que l'homosexualité est une pathologie, estimant que les diverses « perversions sexuelles » ne sont pas des maladies ; une position très minoritaire dans le milieu médical de l'époque.

### Influences
Freud tire une grande partie de ses considérations sur l'homosexualité des travaux de psychiatres et de sexologues tels que Richard von Krafft-Ebing et Magnus Hirschfeld. Il est également influencé par Eugen Steinach, un endocrinologue viennois, qui transplante des testicules d'hommes hétérosexuels à des hommes homosexuels dans le but de changer leur orientation sexuelle.
Sa vision de l'homosexualité comme une caractéristique permanente et, dans certains cas, innée, est hérité des considérations de Karl-Maria Kertbeny.

## Opinions sur les thérapies de conversion
Freud écrit dans un article de 1920 intitulé De la psychogenèse d'un cas d'homosexualité féminine que changer l'homosexualité est difficile et donc possible uniquement dans des conditions exceptionnellement favorables, observant qu'« en général, entreprendre de convertir un homosexuel pleinement développé en hétérosexuel n'offre pas beaucoup plus de chances de succès que l'inverse ». Le succès signifie pour lui rendre possible les sentiments hétérosexuels plutôt que d'éliminer les sentiments homosexuels.
Freud déclare que les recherches de Steinach sur des transplantations génitales ont « jeté une lumière forte sur les déterminants organiques de l'homoérotisme », mais qu'il est prématuré de s'attendre à ce que les opérations qu'il effectue rendent possible une thérapie qui pourrait être généralement appliquée. D'après lui, ces opérations de transplantation ne seraient efficaces pour changer l'orientation sexuelle que dans les cas où l'homosexualité est fortement associée à des caractéristiques physiques typiques du sexe opposé, et aucune thérapie similaire ne pourrait être appliquée au lesbianisme,,. Pour Freud, la méthode de Steinach est vouée à l'échec car le système immunitaire de ses patients rejette les glandes transplantées : il la considère finalement comme inefficace et souvent nocive.

## Homosexualité féminine
La principale discussion de Freud sur l'homosexualité féminine a lieu dans l'article De la psychogenèse d'un cas d'homosexualité féminine qui décrit son analyse d'une jeune femme entrée en thérapie parce que ses parents craignent qu'elle soit lesbienne. Son père espère que la psychanalyse guérirait son lesbianisme mais, selon Freud, le pronostic est défavorable en raison des circonstances dans lesquelles la femme est entrée en thérapie, et parce que l'homosexualité n'est pas une maladie ou un conflit névrotique.
Freud indique donc seulement aux parents qu'il est prêt à étudier leur fille pour déterminer les effets que la thérapie pourrait avoir. Freud conclut qu'il a probablement affaire à un cas d'homosexualité biologiquement innée et interrompt finalement le traitement en raison de ce qu'il considère comme l'hostilité de sa patiente envers les hommes,,.

## Lettre de 1935
En 1935, Freud écrit à une mère qui lui a demandé de soigner l'homosexualité de son fils. Dans cette lettre, qui devient plus tard célèbre, il explique à la mère que la psychanalyse ne peut pas guérir son fils, mais peut l'aider à mieux vivre ses souffrances,,,.

## Exclusion des homosexuels de l'Association psychanalytique internationale
Après avoir lutté pour que les praticiens homosexuels ne soient pas exclus de l'Association Internationale de Psychanalyse, Freud accepte leur exclusion par règle orale en 1921, se rangeant dans la moralité majoritaire de l'époque. Il est également probable qu'il ait craint que la présence d'homosexuels dans le mouvement de la psychanalyse n'entache sa réputation et limite sa diffusion.

### Publications de Sigmund Freud
- (de) Sigmund Freud, Drei Abhandlungen zur Sexualtheorie, Leipzig/Vienne, Franz Deuticke (en), 1905, 80 p.
- (en) Sigmund Freud, Case Histories II, Londres, Penguin Books, 1991, 437 p. (ISBN 978-0140137996).
- (en) Sigmund Freud, « Historical Notes: A Letter from Freud », American Journal of Psychiatry, vol. 107, no 10,‎ 1951, p. 786–787 (ISSN 0002-953X, DOI 10.1176/ajp.107.10.786).
- (en) Sigmund Freud, On Sexuality, Londres, Penguin Books, 1991, 432 p. (ISBN 978-0140137972).

### Autres publications
- (en) Edward Erwin, The Freud Encyclopedia : Theory, Therapy, and Culture, New York, Routledge, 2002, 641 p. (ISBN 978-0415936774).
- (en) Sara Flanders, « On the subject of homosexuality: What Freud Said », The International Journal of Psychoanalysis, vol. 97, no 3,‎ 21 janvier 2021, p. 933–950 (ISSN 0020-7578, PMID 27437635, DOI 10.1111/1745-8315.12520, hdl 2268/202406, S2CID 20932241, lire en ligne, consulté le 11 juin 2022).
- (en) Ernst L. Freud (en) (trad. Tania Stern et James Stern), The Freud Encyclopedia : Theory, Therapy, and Culture, New York, Dover Publications, 1992 (ISBN 978-0415936774, OCLC 24794598).
- (en) Simon LeVay (en), Queer Science : The Use and Abuse of Research Into Homosexuality, Cambridge, MIT Press, 1999 (ISBN 978-0585003368).
- (en) Kenneth Lewes, The Psychoanalytic Theory of Male Homosexuality, New York, New American Library, 1988, 301 p. (ISBN 978-0452010031).
- (en) Noreen O'Connor et Joanna Ryan, Wild Desires and Mistaken Identities : Lesbianism and Psychoanalysis, New York, Columbia University Press, 1993, 315 p. (ISBN 978-0231100229).
- (en) Michael Ruse, Homosexuality : A Philosophical Inquiry, New York, Basil Blackwell, 1988, 299 p. (ISBN 978-0631152750).